# Defragmentacija
Defragmentacija je proces, pri katerem fizično reorganiziramo prostornino pomnilniške enote in majhne razdrobljene delce istega podatka skušamo združiti skupaj ali čim bližje. Narediti skušamo tudi čim večje regije prostega prostora, pri čemer uporablja stiskanje in tako preprečuje ponovno razdrobljenost podatkov.

## Fragmentacija diska
Fragmentacija je zapisovanje datotek na več mest na disku. Pri vsakdanjem delu redno spreminjamo in brišemo datoteke. Ko brišemo datoteke iz diska,ostane na mestu, na katerem je bila datoteka, mesto za zapis novih podatkov. Z večkratnim brisanjem se prosta mesta povečujejo. Kadar na take diske shranjujemo večje datoteke, jo sistem shrani na prvo prosto lokacijo na disku. V kolikor je datoteka večja od razpoložljivega prostora, jo sistem zapisuje na novo svobodno mesto, torej v novi fragment itd., dokler celotna datoteka ni shranjena na disk. S spreminjanjem datoteke gre sistem po vrsti do prvega fragmenta, ga prebere, nato prebere kje se nahaja ostanek datoteke, ker je lokacija drugačna premesti bralno glavo na nov naslov in tako naprej. Sistemi z močno fragmentiranimi diski so tako občutno počasnejši.

## Cilji defragmentacije
Pisanje in branje na težko fragmentirane datoteke sistem je upočasnjeno, saj se morajo bralne glave pomikati med fragmenti in bralne plošče zavrteti. Za večino operacij je najmanj zmogljiv ravno trdi disk. Poznavalci operacijskih sistemov pogosto priporočajo občasno defragmentiranje, da bi kljub spreminjanju datotek in novemu zapisovanju ohranili hitrost diska. Fragmenti porabijo tudi več prostora, kot ga sicer potrebujejo. Defragmentacija združi podatke skupaj na en prostor, preden razdelimo eno particijo na dve ali celo več. Defragmentacija lahko poveča življenjsko dobo trdega diska z zmanjšanjem premikov bralne glave in lažjemu dostopu datotek do operacij.

## Zakaj je fragmentacija problem
Datotečna fragmentacija je fenomen na Windows delujočih sistemih, kadar datoteke niso kreirane v bližjih klastrih. Kadar datotečni sistem ne najde dovolj bližjih praznih klastrov kreira nov fragmented(drobljen) prostor. Isto se zgodi, ko že zapisana datoteka potrebuje ob širitvi več prostora in ni dovolj prostora na bližnjih klastrih. Branje razdrobljenih delov enega podatka vzame dalj časa kot čas dostopa do podatka v enem kosu. Kot rezultat, fragmentacija upočasni sistem in zmanjša produktivnost sistema. Fragmentacija se ne zgodi čez noč, je postopna upočasnitev, ki ni takoj opazna. Ni posledica velikosti ali starosti diska, je posledica minljivosti datotek. Večje kot je število kreiranih, spremenjenih ali izbrisanih datotek, toliko večja verjetnost je, da je datotečne fragmentacije problem. Disk z velikostjo 40GB in 5GB slabo fragmentiranih datotek lahko trpi kljub 35GB nezasedenega prostora, še posebej če je tudi nezaseden prostor fragmentiran. Fragmentacija lahko sistem upočasni za 30-80%.

## Vzroki in reševanje
Fragmentacija se pojavi, ko operacijski sistem ne more oz. noče locirati dovolj sosednega prostora za shranitev kompletne datoteke kot ene enote, ampak jo namesto tega vstavi v luknje vmes med druge datoteke. Večje ali večještevilne daoteke tudi prispevajo k fragmentaciji in posledica je upočasnitev sistema.

## Problemi defragmentacije
Prisotnost nepremakljivih sistemskih datotek, še posebej .swap datotek, lahko ovira defragmentacijo. Te datoteke so lahko varno premaknjene, ko operacijski sistem ni v delovanju. Za primer, "ntfsresize" premakne te datoteke, da poveča NTFS particijo. Vse datoteke z read-only lastnostjo so nepremakljive če ne poganjamo defragmentacijo v administrativnem računu. Ker so sistemske datoteke samo read-only, večina računalnikov dandanes vsebujejo več neprimernih read- only datotek. Kopiranje s CD-jev vse kopirane datoteke obdržijo read-only lastnosti. Te nepremakljive datoteke motijo operacijo defragmentacije. Odznačitev vseh read-only kljukic, ki ne bo stisnila datotek označenih s sistemskimi lastnostmi, lahko v MS-DOS-u in Windows-u dosežemo z ukazom "attrib –R/S /D *".